# 浪濤行
浪濤行是澳門目前唯一一間游泳池管理公司。自2003年起，該公司與澳門體育局訂立「為體育發展局轄下游泳池提供救生員服務」的合同，負責澳門多所泳池的救生服務。曾經發生泳客溺亡和勞資糾紛。。

## 公司業務
該公司的行政管理者之一是有「澳門蝶王」之稱的前澳門運動員王穎璋，根據浪濤行的商業登記，該公司的業務最初為「對公司之業務（機器及設備之租賃除外），體育用品零售業」，後來在2004年加上「泳池管理」，2017年又加上「提供救生服務」。

### 屢獲判政府泳池救生服務
2005年起，浪濤行屢獲「體育發展局轄下游泳池救生服務」的合同，連續多年獲得政府轄下泳池的救生服務判給。2016年，浪濤行亦獲金額為260萬3100元的「為澳門大學游泳館提供游泳池保養及救生員服務」的合同。2017年，該公司就獲體育局管轄澳門區及氹仔區游泳池的「救生員服務合同」，金額分別為417萬9千元及 2624萬2750元，同年又獲政府「提供黑沙及竹灣兩海灘管理及救生服務」合同，金額為756萬。

## 相關事件

### 泳客溺亡事件
2006年，一名女教師在浪濤行負責提供救生服務的嘉模泳池遇溺身亡，過程中有約5分鐘沒有被救生員發現。法院後來判救生員有不法及過錯，認為意外的發生主要是因為作為負責維持泳池泳客安全的浪濤行沒有履行其職責，承批公司負責人和特區政府需承擔連帶責任，要賠償死者家屬近澳門幣350萬元以及相關利息。
後來政府嘉模泳池的救生服務再次被判給浪濤行，時澳門立法會議員陳明金質疑當局為何會讓擁有不良記錄的公司參與競投救生服務，指出事件反映出當局的監管制度沒有有效地實行。
2015年1月下旬，終審法院裁定，負責泳池救生服務的公司合共賠償170多萬元，包括100萬元的生命損害賠償，但維持中級法院的二審判決，救生服務公司毋需向死者父母賠償220多萬元的扶養費。特區政府在二審中亦已獲排除在事件中的民事賠償責任。案情指，26歲女教師於2006年在嘉模泳池遇溺近5分鐘才被當值救生員發現，送院搶救3日後證實不治。終審法院裁定救生員違反謹慎義務，屬刑法典規定的無意識過失，救生服務公司須負上委託人的責任。但死者父母未能證明需要被害人扶養，亦無權獲得受害人假設仍在世的未來38年工資，因為活著的人才可以賺取工資。

### 勞資糾紛事件
2018年8月，浪濤行有20多名外僱救生員與僱主發生勞資糾紛，在僱主拒絕與救生員進行溝通後繼而發起罷工，並在澳門立法會議員蘇嘉豪的陪同下舉行記者招待會，引起社會關注，事件導致澳門多所泳池需暫停開放或調整開放時間。救生員投訴受到浪濤行非人道及不公對待，指浪濤行剝奪他們的有薪年假、病假等，又強迫員工自願加班，每天工作時數達到13至18.5小時，有救生員工傷要帶傷上班和自資醫藥費，又要負責清潔、維修泳池及游泳教學，亦救生員在有下班後在沒有加班費下被要求徹夜留守看管泳池，又懷疑有人違反勞工法及偽造文件。根據一名員工的六月份工資單顯示，其基本工資的上班時間為240小時，即每週60小時，與勞工法規定的48小時不符合，另外，該員工有六月總上班時數達390小時，即是工作超時150小時，亦有員工在8月22日才收到6月份的薪酬。
8月20日，浪濤行僱主代表和救生員等人到澳門勞工局作補充說明，局方聲稱會要求公司提交文件核實和開展調查。救生員向資方提出3大訴求：依法補償早前一直拖欠的每周休息日、年假、有薪病假，以及超時工作；資方未來需按勞工法合法安排員工的工作；公司需承諾不因今次事件解雇有關的員工。僱主代表則口頭承諾不會對有關救生員秋後算帳。
2018年11月，有消息傳出曾參與工潮的20多名的救生員被解僱，引起社會議論。勞工局副局長陳元童對此表示沒收到有關的當事人投訴和解僱通知。
同年11月體育局局長潘永權表示，估計有關公司將被罰款超過1,000萬元澳門幣。